# Timandra flavisponsaria
Timandra flavisponsaria är en fjärilsart som beskrevs av George Francis Hampson 1912. Timandra flavisponsaria ingår i släktet Timandra och familjen mätare. Inga underarter finns listade i Catalogue of Life.